# 貨幣法
貨幣法（かへいほう、明治30年3月29日法律第16号）は、戦前の日本で、金本位制を基本とした、貨幣の製造および発行に関する法律である。
1897年（明治30年）3月29日公布、同年10月1日施行。この法律は通貨の単位及び貨幣の発行等に関する法律施行に伴い、1988年（昭和63年）3月末を以て廃止された。すなわちこの時点で、貨幣法により規定された本位貨幣の金貨が廃止となった。

## 制定の背景
明治4年5月10日（グレゴリオ暦1871年6月27日）に新貨条例（太政官布告第267号）が公布され、日本は金本位制を基本とする近代貨幣制度がスタートした。しかしながら、1.5グラムの純金を1圓と定めた旧金貨は、金準備の不足から発行が少量にとどまった上に貿易赤字と世界的な銀安のため、1897年までに発行された金貨は総額にして約81%が日本国外に流出した。一方で幕末から墨銀（メキシコドル）が多量に日本国内に流入し、また東洋において貿易取引の決済は銀貨が中心であったことから、貿易一圓銀貨の発行高が伸び、1878年（明治11年）5月27日の太政官布告第12号により、貿易一圓銀貨は日本国内でも金貨と等価に無制限通用が認められたために、事実上の金銀複本位制となった。1885年（明治18年）5月9日からは日本銀行兌換銀券が発行され、実態はほとんど銀本位制であり、金本位制は名目化していた。
また、アメリカ合衆国におけるネバダ銀鉱の大幅な増産を始め、当時世界的に銀の供給が著しく増大し国際的に銀相場は下落傾向にあった。そのため、明治初期に金銀相場が1:16であり、新貨条例に基づく金貨および銀貨の金銀比価1:16.01もこれに準じていたものが、銀価の下落により次第に乖離を生じるようになった。各国の銀本位制からの離脱、金本位制への移行はこれに拍車を掛けた。1894年には遂に金銀相場が1:32.56となり銀価は明治初期の頃と比較して相対的に半値に下落した。これに伴い事実上の銀本位制であった日本円の価値はほぼ半値に下落して日本国内の物価は高騰し国民生活および国家財政が圧迫されるようになり、貿易にも支障をきたすようになった。
当時の世界の主要な国々が金本位制を採用し銀貨の自由鋳造を廃止していく実情に鑑み、日本円を安定させるには名実共に日本も本格的な金本位制を整えるべきとの気運が高まり、政府は貨幣制度調査会規則（明治26年勅令第113号）により1893年（明治26年）10月14日に貨幣制度調査会を設置した。貨幣制度調査会では明治初期からの日本国内の金貨および銀貨の流通状況、世界の金本位制あるいは銀本位制を採用している主要国の金貨および銀貨の製造および流通状況、および金銀価格の変動の原因が調査された。その結果、銀本位制の国家は、一時的に輸出需要が増大し農業および商工業において好況となるが、一方で輸入は困難となり物価は騰貴し国費も増大すると云うものであった。結論として円安に伴う輸出による利益は一時的なものにとどまるのに対し、長期に亘る影響を考えるならば通貨の安定こそが国益につながると云うものであった。調査会の委員20名の内、8名は幣制改革の必要あり、必要なしとする者は7名であった。幣制改革を必要とするものの内金本位制とすべきとの意見は6名、金銀複本位制とすべきとの意見は2名であった。しかし金本位制を実施するためには巨額の金準備を必要とし、当時日本には必要な金準備を整える見通しがなかった。
そのような中、金準備を整備する好機が訪れることとなった。日清戦争の勝利により、1895年（明治28年）4月17日、下関条約において清国より軍費賠償金として銀二億両、三国干渉による遼東半島還付報償金として銀三千万両、威海衛守備費償却金として銀百五十万両を得ることとなった。銀一両は579.84グレーンの純銀に相当し、日本は金本位制の採用を切望していたため賠償金を金で受取ればその目的が達成されるとし、当時大蔵大臣であった松方正義は1895年（明治28年）5月、金で受取るとした草案を内閣総理大臣の伊藤博文に提出した。この結果、賠償金の合計銀231,500,000両は、英国金貨38,082,884ポンド15シリング6.5ペンスに換算され、分割して1895年（明治28年）11月16日〜1898年（明治31年）5月7日の間に受取ることとなった。この結果、日本は物価を安定させるため金本位制を主軸とした幣制改革を行う運びとなった。
1897年（明治30年）2月25日、内閣総理大臣兼大蔵大臣の松方正義は金準備が整ったとして貨幣法およびその付属法案を閣議に提出し、閣議決定を経て3月1日に帝国議会衆議院に提出した。貨幣法およびその付属法案は、同年3月11日に衆議院を、3月23日に貴族院で可決された。

## 法律の概要
第一条で貨幣の製造および発行の権限は日本政府が有することと定められた。
第二条に「純金ノ量目二分（0.2匁）ヲ以テ価格ノ単位ト為シ之ヲ圓ト称ス」と金平価が定められ、これに基づき二十圓、十圓および五圓の本位金貨（新金貨）が定められた。この金平価は1933年（昭和8年）の改正の際、尺貫法からメートル法表記に変更となり、「純金ノ量目七五〇ミリグラム…」となった。国際的な銀価格下落に伴い、日本の金平価は新貨条例に対し、金含有量で半減した。これに伴い、新貨条例で定められた旧金貨は金含有量に基づき倍位通用となった（附則第十五条）。
第三条において貨幣の種類は以下の9種類とされた。
- 金貨幣：二十圓、十圓、五圓
- 銀貨幣：五十銭、二十銭、十銭
- 白銅貨幣：五銭
- 青銅貨幣：一銭、五厘

五十銭、二十銭、十銭の補助銀貨は明治6年2月10日太政官布告第46号〔1873年〕で制定されたものの形式をそのまま踏襲したが、龍を尊ぶのは清国の思想であるとして、龍図を裏側としたため表裏が逆となった。五銭の補助白銅貨は1888年（明治21年）に制定されたものの直径および量目はそのままとし、模様が稲穂に改正された。一銭および五厘の補助青銅貨は、龍図を裏側として材質が銅貨から若干変更となり、額面も半銭から五厘に改正されたが、この時点での青銅貨は（試作品さえ）製造されなかった。翌年の1898年（明治31年）9月21日に一銭は稲穂の模様、五厘は桐紋の模様に改正された上、制定され（明治31年勅令第217号 〔1898年〕）、このうち一銭青銅貨幣のみが発行された。五厘青銅貨幣についてはパリ万国博覧会および日英博覧会出品用の見本貨幣のみの製造で発行されることは無かった。
第四条では通貨の単位、第五条では貨幣の品位、第六条においては貨幣の量目が規定された。第七条では、金貨幣は無制限通用とし、銀貨幣には十圓まで、白銅貨幣および青銅貨幣は一圓まで法貨としての通用制限額が規定された。すなわち金貨幣は本位貨幣、銀貨幣、白銅貨幣および青銅貨幣は補助貨幣として規定された。第八条で直径、模様など貨幣の形式は勅令で定めるとし、明治30年5月13日勅令第144号〔1897年〕において9種の貨幣の形式が定められた。
第九条〜第十一条は貨幣の品位および量目の公差に関する規定である。第十二条〜第十三条は磨耗などによる流通不便の損貨に対する交換などの規定である。第十四条は金貨の自由鋳造に関する事項である。
附則第十六条において一圓銀貨幣は製造を停止し、暫時金貨幣に引換えることとし、明治30年9月18日勅令第338号〔1897年〕において1898年（明治31年）4月1日限りで通用禁止するとされた。しかし、1898年6月10日に同年7月31日まで引換え期限が延長された（明治31年法律第5号〔1898年〕）。
附則第十七条では従来発行の、五銭銀貨幣、二銭、一銭、半銭および一厘銅貨幣（明治6年8月29日太政官布告第308号〔1873年〕）、寛永通寳銅一文銭（一厘）、寛永通寳真鍮四文銭（二厘）および文久永寳（一厘半）も従前通り通用することとされた。附則第十九条において貨幣法に抵触する従前の貨幣条例などは廃止され、この第十九条においては文として直接的に明記されてはいないが、勝手に鋳潰しても差し支えないとされ事実上の貨幣の資格を失っていたが法的には効力を維持していた寛永通寳鉄四文銭(1/8厘)・鉄一文銭(1/16厘)もこれにより完全に通用停止（廃止）されたと見なされている。
貨幣法は1897年（明治30年）3月26日に制定され、附則第二十条により附則第十八条の一圓銀貨の廃止の項目を除き1897年10月1日より施行された。

## 台湾・樺太および朝鮮における貨幣法の施行

### 台湾・樺太
台湾においては一圓銀貨幣が「光龍銀」あるいは「粗龍銀」と称し主要な通貨として流通していた。日本国内の貨幣法施行後、台湾ニ於テ政府極印附一円銀貨幣公納使用ノ件（明治30年10月22日勅令第374号）により丸銀を打印した一圓銀貨幣に限り時価にて公納および政府の支払いに用いることを認めた。明治30年11月21日台湾総督府告示第68号〔1897年〕により台湾においても丸銀の有無に拘りなく公納は1898年4月1日限りとした。しかしこれは台湾の実情に合わないため、明治31年3月15日台湾総督府告示第18号〔1898年〕で当分の間公納を認めた。さらに明治31年7月30日律令第19号〔1898年〕では一圓銀貨幣は台湾総督の告示する時価において無制限通用とすることが布告された。1901年からは一圓銀貨幣と全く同形式の台湾銀行券引換元圓銀が製造され台湾に回送されていた。しかし1902年頃、銀相場の下落が著しく相場も不安定で弊害が大きいことから幣制改革が必要とされ、貨幣法ヲ台湾ニ施行スル件（明治44年4月1日勅令第64号）により台湾に貨幣法を施行した。また同日付の貨幣法、銀行条例等ヲ樺太ニ施行スルノ件（明治44年4月1日勅令第65号）により南樺太にも貨幣法を施行した。

### 韓国
1905年（光武9年、明治38年）6月に大蔵大臣令により大阪造幣局にて韓国の貨幣の製造を請負うこととなった。これ以降、発行されたのが二十圜金貨幣、十圜金貨幣、五圜金貨幣、半圜銀貨幣、二十銭銀貨幣、十銭銀貨幣、五銭白銅貨幣、一銭青銅貨幣、および半銭青銅貨幣であった。これらは1907年以降に小型化された青銅貨幣を除き、何れも日本の貨幣と品位および量目において同一であった。1910年8月29日に日韓併合が行われ、1911年1月に大蔵大臣と朝鮮総督は旧韓国貨幣条令に基づく貨幣は今後一切製造せず、将来は日本の貨幣法に基づく貨幣に統一することを申し合わせた。大蔵大臣と朝鮮総督との協議の結果は、旧韓国貨幣ノ処分ニ関スル法律（大正7年4月1日法律第23号）として法制化され、貨幣法ヲ朝鮮ニ施行スルノ件（大正7年4月1日勅令第60号）により、貨幣法を朝鮮に施行することとした。

## 貨幣法の行方

### 貨幣法改正
貨幣法の改正は計7回行われ、何れも銀高騰に伴う鋳潰し防止のための補助銀貨の改正など補助貨幣の材質、品位および量目変更に関するものであった。
- 明治39年4月7日法律第26号、5月19日勅令第109号、施行6月1日〔1906年〕

低迷していた銀相場は1903年（明治36年）あたりから上昇に転じ、補助銀貨に鋳潰しの懸念が生じたため、1906年（明治39年）に補助銀貨の銀含有量を下げる、初めての貨幣法改正となった。この時点では小型で流通不便が懸念される十銭銀貨は模様のみの改正で量目および品位はそのままとされた。しかしこの十銭銀貨幣は少量発行されたものの流通させず、発行分は全て回収、鋳潰され、見本用として僅かな量が残されるのみとなった。
- 明治40年3月6日法律第6号、3月13日勅令第32号、施行4月1日〔1907年〕

1907年（明治40年）には十銭銀貨幣も品位を下げ銀含有量において額面と比例するよう貨幣法が再び改正された。
- 大正5年2月24日法律第8号、3月30日勅令第35号、施行4月1日〔1916年〕

1916年（大正5年）には3度目の貨幣法改正が行われた。量目改正がこれまで行われず相対的に地金価値が高くなり、かつ大型で流通不便であった青銅貨の量目を改正しこの結果量目は額面比例ではなくなった。五銭白銅貨幣は二十銭銀貨幣と紛らわしいことから近代貨幣として初めて有孔となった。
- 大正7年5月1日法律第42号、勅令第111号、即日施行〔1918年〕

第一次世界大戦により銀相場がさらに高騰し、1918年（大正7年）に4度目の貨幣法改正において五十銭、二十銭、十銭銀貨幣の量目がさらに縮小され、このうち五十銭および十銭が発行された（二十銭は試作品のみの製造）。しかし銀相場は依然不安定な状態であったため、これらの銀貨幣は日本銀行に正貨準備の一部として繰入れられ保管されたまま、結局流通することなく回収され1923年（大正12年）までに鋳潰された（ごく僅かな量が現存している）。補助銀貨の不足に対応するため、1917年（大正6年）11月8日から五十銭、二十銭、十銭の小額政府紙幣が発行された（大正6年10月30日勅令第202号〔1917年〕）。
- 大正9年7月27日法律第5号、8月27日勅令第334号、即日施行〔1920年〕

1920年（大正9年）に5度目の貨幣法改正が実施された。ここでは十銭が白銅貨幣に変更され、これに伴い五銭も小型化された。このとき白銅貨幣の法貨としての通用制限額が一圓から五圓に引き上げられた。
- 大正11年4月28日法律第73号、勅令第240号、即日施行〔1922年〕

銀相場の高騰はとどまる所を知らず、これに対処すべく1922年（大正11年）には6度目の貨幣法改正が実施され、五十銭および二十銭銀貨幣の量目がさらに縮小され、このうち五十銭のみが発行された（二十銭は試作品のみの製造）。
- 昭和8年9月1日法律第58号、勅令第232号、即日施行〔1933年〕

満州事変勃発を期に日本は戦時体制に備えるためニッケルの備蓄が必要となり、1933年（昭和8年）には十銭および五銭白銅貨幣をニッケル貨幣に改正する7度目の貨幣法改正が行われた。このとき従来尺貫法で表記されていた貨幣の直径および量目はメートル法表記に変更された。これに伴い金貨幣、銀貨幣、青銅貨幣も事実上直径および量目はそのままに、表記のみを変更して改めて制定されたが、金貨幣は製造されることはなかった。なおニッケル貨幣の法貨としての通用制限額は従来の白銅貨幣と同じ五圓とされた。

### 金本位制の動揺および事実上の停止
第一次世界大戦勃発に伴い1914年8月1日にいち早く金輸出禁止を行ったドイツを皮切りに欧州の主要各国は、金の国外流出を防止するため軒並み金輸出を禁止した。アメリカも1917年9月10日に輸出を禁止し、日本もこれに倣い1917年9月12日大蔵省令第28号により金の輸出を許可制とし、事実上の輸出禁止とした。この直前の9月6日大蔵省令第26号により銀相場騰貴に伴い銀の輸出が許可制となっていた。このとき国内における金兌換は停止されなかったが、事実上自由鋳造といった金本位制は機能を停止することとなった。しかし大正初期までの日本の金貨の国外流出高の総計は依然として多額に登っていた。1914年（大正3年）末において日本の金準備高は218,237千円（金貨97,247千円、金地金120,989千円）と低迷していたが、戦場が欧州中心であったことを尻目に日本経済は軍需景気で活況を呈し、輸出超過から1917年末では金準備高は649,618千円（金貨137,006千円、金地金512,611千円）と増加し、1920年末には1,246,688千円（金貨248,839千円、金地金997,848千円）と最高に達した。1916年（大正5年）当時の対米円相場は100圓=48〜50ドル程度とほとんど平価を保っておりこの時点で金の国外流出の懸念はほとんどなかった。しかし各国が金輸出禁止する中、輸出禁止の措置を行わないことは潜在的に金流出の危機にあった。
戦争が終結すれば金解禁を行い金本位制に復帰するのが常であり、1919年6月にアメリカが旧平価において金解禁に踏み切ったのを皮切りに、1925年にはイギリスも旧平価において金解禁を行った。ベルギー、フランス、イタリアは平価を大幅に引き下げて金解禁を行った。その中で日本も金解禁に踏み切るべきとの気運が高まったが、1920年春には経済界の戦後恐慌、1923年（大正12年）9月1日には関東大震災と国家財政を震撼させる事件が相次ぎ、日本は大幅な財政赤字および貿易赤字を抱え円相場は100圓=38ドルまで急落し金解禁が困難な状況に陥った。それでも1929年（昭和4年）末には何とか1,072,273千円（金貨252,913千円、金地金819,359千円）の正貨準備を確保し、当時の円相場は100圓=38〜43ドル程度で推移していたが1930年1月11日に一等国の自負があるとして旧平価において遂に金解禁に踏み切った。しかし円安の中旧平価で金解禁を行うことは、激しい金の国外流出を意味し1932年（昭和7年）1月末の正貨準備は430,553千円（金貨228,612千円、金地金201,940千円）と激減した。このため昭和6年12月13日大蔵省令第36号〔1931年〕により金輸出および兌換が禁止され、再び金解禁が行われることはなく日本は事実上金本位制から離脱することとなった。この後、1932年末には円相場は100圓=26ドル台まで下落した。
1942年（昭和17年）2月23日には日本銀行法 (旧) （昭和17年法律第67号〔1942年〕）が制定され、貨幣法第二条の「純金ノ量目七五〇ミリグラムヲ以テ価格ノ単位ト為シ之ヲ圓ト称ス」には依らず、第十四条の金貨の自由鋳造は当分適用しないこととし、事実上日本は管理通貨制度に移行した。

### 事実上の貨幣法の停止
1938年（昭和13年）4月1日には国家総動員法（昭和13年法律第55号〔1938年〕）が制定、同年5月5日に施行され、貨幣も戦時体制に備えるべく同年6月1日には臨時通貨法（昭和13年法律第86号）が制定され即日施行された。この法律では日本政府は貨幣法第三条に規定される9種類の貨幣の他に臨時補助貨幣を発行することが可能となった。
これまで貨幣の様式を変更するためには帝国議会を経て貨幣法を改正する必要があった。しかし、1906年頃からの銀価格騰貴に対し対策が後手に廻っていた教訓から、有事の際に貨幣の様式変更の必要が生じた際、勅令により様式変更を臨機応変に対応可能とする必要があった。その後第二次世界大戦が終了した後も、当初の臨時法としての時限立法が半恒久的なものとなった上に、必要が生じるたびに臨時補助貨幣に貨種が追加され、事実上臨時通貨法のみが日本の硬貨の製造および発行に関する根拠法となった。このためこれ以降、貨幣法に基づく貨幣の発行は行われず、貨幣法は第一条を除き有名無実化することになった。この状態は「通貨の単位及び貨幣の発行等に関する法律」が施行され、同時に貨幣法および臨時通貨法が廃止されるまで続いた。
1932年（昭和7年）3月4日、大蔵省は産金時価買上要綱で買上価格を1グラム1圓93銭（1圓=518ミリグラム）とした。1937年（昭和12年）8月10日には、金準備評価法（昭和12年法律第60号）が制定され日本銀行の金準備が純金290ミリグラムに付1圓で再評価された。その後の1942年の日本銀行法に依る当初の貨幣法第二条の金平価を当面適用しないとする時限措置は以降解除されることは無かった。
第二次世界大戦後の新円切替後、大幅なインフレーションに見舞われ、1949年以降ドッジ・ラインにより1ドル=360円の固定相場にペッグされ、またアメリカは1934年から政府の金買入価格を1オンス=35ドルに定め、1944年の国際通貨基金の協定でもこの金・ドルレートが成立したことから、金1グラムは405円（1円=2.47ミリグラム）となった。日本では金管理法（昭和28年法律第62号）第四条「前条の規定により政府が金地金を買い入れる場合の価格は、国際通貨基金協定第四条の規定による価格の範囲内で主務大臣が定める」により買入価格は金1グラムにつき405円と定めるとなり、貨幣法第二条の金平価との乖離はさらに激しくなり条文は完全に死文化していた。
結局1988年の貨幣法廃止に至るまで、第二条の金平価の復活に至ることは無かった。貨幣法廃止とともに本位金貨も正式に廃貨となり、希望者に対して現行貨幣との交換が行われたものの、地金価値にすら遠く及ばない額面での交換を申し出る例はなかった。